# 강성곤
강성곤(姜聖坤, 1962년 1월 26일~ )은 대한민국의 아나운서이다.

## 학력
- 1980년: 서울 신일고등학교 졸업
- 1984년: 고려대학교 교육학 학사
- 고려대학교 언론대학원 신문방송학 석사

## 경력
- 1985년 4월: KBS 11기 공채 아나운서
- 한국음반평론가협회
- 한국소믈리에협회
- 1999년 숙명여자대학교 언론정보학부 겸임교수
- 2002년 KBS 아나운서실 차장
- 2006년 정부언론 외래어 심의 공통위원회 위원장
- 2013년 1월~2020년 12월 KBS 편성센터 아나운서실 팀장
- 2021년 정년퇴임

## 진행

### TV
- KBS 뉴스 (13:00) 일요일(KBS2, 1990년~1994년)
- 중학생 퀴즈
- 정다운 가곡
- 퀴즈탐험 신비의 세계(1991년 10월 7일~1992년 3월 30일)
- 체험 삶의현장(2011년 6월 4일~2011년 11월 5일)
- 바른말 고운말(2006년
- KBS 뉴스 (1000) 일요일
- KBS 뉴스 (13:00)(KBS2, 2002년)
- 인간극장 출연 (2004.3.1 ~ 2004.3.5《마이크의 전사들》
- KBS 뉴스타임(주말, 2011년 11월 12일~2012년 12월 29일)

### 라디오
- 건강 플러스(주말)
- 라디오 네트워크
- 정다운 가곡
- 오늘의 신문